# Rhodalsine platyphylla
Rhodalsine platyphylla är en nejlikväxtart som beskrevs av Claude Gay och Christ. Rhodalsine platyphylla ingår i släktet Rhodalsine och familjen nejlikväxter. Inga underarter finns listade i Catalogue of Life.